# سيباستيان شابال
سيباستيان شابال (بالفرنسية: Sébastien Chabal) (ولدَ 8 ديسمبر 1977 في فالانس) هوَ لاعب فرنسي مُحترف سابِق في رياضة الرغبي، حيثُ لعب مع المنتخب الفرنسي لرياضة الرغبي وفريق ميترو راسينغ 92، وفي عام 2014 أعلن اعتزاله للرغبي.

## روابط خارجية
- سيباستيان شابال على موقع IMDb (الإنجليزية)
- سيباستيان شابال على موقع ألو سيني (الفرنسية)
- سيباستيان شابال على موقع ميوزك برينز (الإنجليزية)
- سيباستيان شابال على موقع قاعدة بيانات الفيلم (الإنجليزية)
- سيباستيان شابال عل موقع إسبنسكروم (الإنجليزية)
- سيباستيان شابال على موقع ItsRugby.co.uk (الإنجليزية)